# Скит Пророка Илије
Скит Пророка Илије или Светоилински скит је један од светогроских скитова који је првобитно припадао руском братству, тако да су већину монаха, чинили Руси. По величини и по броју монаха био је одмах иза скита Светог Андреје. Окружени миром и тишином, окупани светлошћу сунца, монаси овог скита у њему доживљавају визију сусрета са Богом и свецима.

## Положај
Налази се у подножју Атоса око сат хода од Кареје или пола сата хода од манастира Пантократора, којем и припада.
А када коначно стигне до пустињакове келије у Светоилинском скиту, путник намерник треба дуго да стоји пред вратима док му их неки од монаха не отвори, због њиховог гесла да се само упорнима отварају врата, иако ови пустињаци радо примају госте, са посебном радошћу. А када приме госта, они се према њему односе тако да их угошћују најлепше што могу.

## Историја
Првобитни скит на садашњој локацији са више ћелија настао је током 15.век, можда и раније.Након што је смањена донација за издржавање ћелија овог скита 1492. године, у 1500. години, монашка заједница је престала да постоји.
Ските је обновио 1759. године, у том периоду игуман, свети Пајсије Величковски (1722 — 1794). Првобитно је био намењен за око 150 монаха, али како је 18. век, било време велике експанзије руских монаха на Свету гору, скит је настанило неколико пута више монаха од његових могућности. То је довело до презадужености скита и његовог гашења 1763. године.
Након гашења Светоилинско скита игуман Пајсије је, са око 100 монаха отишао у Молдавију.
Опустели скит 1841. године преузео је бугарски монах Пајсије, који је дуго живео у пределу Кавсокаливије. Он је, нешто касније, успео да прилозима руске властеле, обнови манастир тако да је Скит Пророка Илије убрзо постао познат по духовном, али и економском процвату. Његовој обнови много је допринела Руска кнегиња Александра и адмирал Гловачев богатим прилозима, уз помоћ којих је изграђено мноштво капела, велика трпезарија, болница за монахе, штампарија, ливница звонара и машински млин по тада најсавременијој технологији.
Садашњи саборни храм је подигнут 1903. године, поред храма скит има и пет параклиса, три унутар и два изван зидина. Камен темељац за његову изградњу положио је  1900. године, руски адмирал Вирилов. Веома је простран, у њему може да присуствује служби 2000 људи, а само на галеријама има места за пет стотина монаха. И ова црква, као и она у Светоандрејском скиту има три олтара, који су посвећени Андреји Првозваном, светом Илији и царици Александри. Позлаћен иконостас, широк 24 метра и тежак две тоне, урађен је у Одеси. Један је од најлепших (а Светоилијинци кажу и највећи на Светој Гори), већи је и од Андрејвеског у Кареји. Иконе на олтарској прегради припадају кијевској и московској школи. Игумански трон је дар цара Николаја II Романова. Доскоро зелене куполе главне цркве, видљиве из даљине и на старим фотографијама, недавно су „повизантињене“.
Сваки је имао печат са својим именом и именом манастира - власника. Важни послови скита изношени су пред сабор стараца, а за њих је било потребно и одобрење манастира - власника. Монаси су у скиту живе сагласно унутрашњем правилнику и морали су уредно вршити своје верске дужности. Монах у скиту дужан је био да од дана пострига доживотно остане код свога старца (духовника). Односи старца према послушнику били су у складу са односом духовног оца према сину.
Дуго је скит Пророка Илије био међу најбољима на Светој гори, он је у свом процвату имао три метоха, два у руском царству: Одеси и Таганрогу и један у Константинопољу. У скиту је 1906. године живело око 500 монаха.
Скит су походила три руска принца, због чега је од пристаништа до конака била изграђена широка стаза, једна од најлепших на Светој гори.
Братство скита је крајем 20. века бројало пет руских монаха који су били приклоњени Руској Заграничној Цркви. Након што су 1992. године одбили да помињу васељенског патријарха на богослужењима прогнани су, а у скит се доселило грчко братство.

### Предање и узроцима пропасти скита
По предању један од монаха, фебруара 1877. године приметио је чудотворна Богородица Тихванскаја како плаче. Он је позвао братију да види ово чудо, обрисали су јој сузе, али је она и даље плакала. Мудри старци протумачили су ово као лош знак, знак пропасти скита. И не задуго, пророчанство се обистинило, избили су нереди са Турцима, а потом и Октобарска револуција, после које су угашени готово сви руски манастири на Светој гори.